# Liste von Madrasas in Indien
Die ist eine Liste von Madrasas in Indien.

## Uttar Pradesh
- Board of Arabic & Persian Examination, UP Lucknow
- Darul Uloom Nadvatul Ulma, Lucknow
- Madarsa Mazahir Uloom, Saharanpur
- Madarsa Mazahir Uloom (Wakf) Saharanpur
- Darul Uloom Deoband Saharanpur
- Darul Uloom (wakf) Deoband, Saharanpur
- Darul Uloom Ashrafia Misbahul Uloom, Mubarakpur, Azamgarh
- Jamia Salfia, Rewri Talab, Varanasi
- Madrasa Faize-e-Aam, Mau Nath Bhanjan
- Darul Hadees, Mau Nath Bhanjan
- Darul Uloom Faizur Rasool, Braon Sharif, Siddarth Nagar
- Jamia Manzar Islam, 82, Saudagaran Bareilly
- Jamia-Tul-Falah Billariaganj, Azamgarh
- Madrasa Sirajul Uloom, Bondhyar, Balrampur
- Darul Huda Yusuf Pur, Siddarth Nagar
- Jamia Farooqia, Sabrabad, Via Shahganj Jaunpur
- Darul Uloom Arabic College, Meerut City
- Darul Uloom Aleemia Jamdashahi, Basti
- Government Madrasa Alia, Rampur
- Darul Uloom Islamia, Basti
- Jamia-tus-Salihat, Rampur
- Jamia Qasimia Madrasa Shahi, Moradabad
- Jamia Ahsanul Banat Milak Pallu Pura Moradabad
- Sultanul Madaris, Lucknow
- Nazmia Arabic College, Lucknow
- Madrasatul Islah, Sarai Meer, Azamgarh
- Al-Jamiatul Al-aliya Arabia Mau Nath Bhanjan
- Jamia Miftah-ul-Uloom, Mau Nath Bhanjan
- Al-Markazul Islami Darul Fikr, Ghazi Nagar, Dargah Road, Bahraich
- Al-Jamia-tul-Qadria, Richha Railway Station, Nainital Road, Bareilly
- Jamia Nooria Razvia, Baqar Ganj, Bareilly

## Bihar
- Bihar State Madrasa Education Board, Patna
- Madrasa Imarat-e-Sharia, Phoolwari Sharif, Patna
- Darul Uloom Khairia Nizamia Mohalla Baradari Sahasram, Rohtas
- Jamia Rahmani Khanqah Makhsuspur, Munger
- Madrasa Faizul Uloom, Dhatki Deh, Jamshedpur
- Madrasa Islamia Muhiul Uloom, Shakal Toli, Siwan
- Madrasa Qasmia Islamia, Kachehri Road, Gaya
- Darul Uloom Ahmadiya Salfia, Darbhanga
- Jamia Ibne-Temia, Madina-tus-Salam East Champaran

## West Bengal
- West Bengal Board of Madrasa Education, Kalkutta
- Madrasa Alia, Kalkutta

## Rajasthan
- Jamiatul Hidayah, Vadi Hidayar, Ram Garh Road, Jaipur
- Darul Uloom Ishaqia, Mohalla Khairadian, Jodhpur
- Jamia Faizan Ashfaq, Jajulai, Nagaur
- Darul Uloom Ahle Sunnat Faizan e Ashraf, Basni, Nagaur

## Madhya Pradesh
- Darul Uloom Tajul Masajid, Bhopal

## Kerala
- Markaz-us-saqafatus Sunniyya Karandur, Calicut
- Jamia Sadia Arabia, Sadabad P.O. Lalanad, Kasarakod
- Jamia Nadviya Adana
- Madeenatul Uloom Arabic College, Pulikkal
- Al-Jamia-tul-Islamia Santhapuram, P.B. No.I., P.O. Pattikkad, Malappuram
- Darul Huda Islamic academy, Hidaya Nagar Chemmad, Tirurangadi
- Co-ordination of Islamic Colleges, Valanchery Markaz P.O. Karthala (via) Kuttipuram

## Maharashtra
- Madrasa Isha-Atul Uloom, Akkallkua, Dist. Dhulia
- Darul Uloom Mohammedia, Minara Masjid, Mumbai
- Darul Uloom Mehboob Subhani, Kurla, Mumbai
- Al-Jamia-Tul-Islamia, Noor Bagh, Kausa, Thane (Mumbai)

## Andhra Pradesh
- Jamia Nizamia, Hyderabad

## Delhi
- Madrasa Aliya, Fatehpuri
- Madrasa Riyazul Uloom Urdu Bazar, Freitagsmoschee
- Madrasatul Uloom Madrasa Hussain Baksh Matiya Mahal, Freitagsmoschee
- Jamia Islamia Snanabil, Opp. Kalindikunj, A.F. Enclave, Jamia Nagar

## Tamil Nadu
- Darus-Salam, Omarabad, Tamil Nadu

## Gujarat
- Darul Uloom Anwar-e-Mustafa Raza, Jam Nagar, Gujarat

## Assam
- State Madrasa Education Board Assam Kahilipara, Guwahati

## Jammu & Kashmir
- Jamia Imam Azam College, Islamabad (Anantnag)
- Jamia Madinatul Uloom, Hazrat Bal, Srinagar